# Robert F. Rockwell
Robert Fay Rockwell (* 11. Februar 1886 in Cortland, Cortland County, New York; † 29. September 1950 in Maher, Colorado) war ein US-amerikanischer Politiker (Republikanische Partei). Er vertrat den Bundesstaat Colorado im US-Repräsentantenhaus und war dessen Vizegouverneur.
Robert Rockwell besuchte die öffentlichen Schulen im Staat New York, die Hill School in Pottstown (Pennsylvania) und schließlich die Princeton University. Im Jahr 1907 zog er nach Paonia in Colorado, wo er sich in der Viehzucht und im Fruchtanbau zu betätigen begann. Seine politische Laufbahn begann mit der Mitgliedschaft im Repräsentantenhaus von Colorado zwischen 1916 und 1920. Im Anschluss wechselte er in den Staatssenat, wo er bis 1924 verblieb; später folgte noch eine Amtsperiode in dieser Parlamentskammer von 1938 bis 1941. Rockwell wurde 1922 zum Vizegouverneur von Colorado gewählt, woraufhin er zwei Jahre lang der Stellvertreter des demokratischen Gouverneurs William Ellery Sweet war.
Im Jahr 1930 bewarb sich Rockwell selbst um das Gouverneursamt, unterlag aber dem demokratischen Amtsinhaber Billy Adams. Sein nächstes öffentliches Amt bekleidete er als Mitglied des staatlichen Landwirtschaftsausschusses (Board of agriculture) von 1932 bis 1946. Während dieser Zeit fungierte Rockwell auch als Kongressabgeordneter in Washington. Am 9. Dezember 1941 übernahm er nach gewonnener Nachwahl das Mandat des verstorbenen Demokraten Edward T. Taylor, der den 4. Kongresswahlbezirk von Colorado seit dessen Gründung im Jahr 1915 im Repräsentantenhaus vertreten hatte. Rockwell wurde mehrfach wiedergewählt, unterlag aber 1948 dem Demokraten Wayne N. Aspinall, der danach bis 1973 im Kongress verblieb.
In der Folge arbeitete Rockwell wieder als Viehzüchter in Colorado. Zudem war er Vorstandsvorsitzender mehrerer Firmen mit Sitz im Staat New York.